# Amazon Locker
Amazon Locker,  Casillero de Amazon,  Taquilla de Amazón  o Armario de Amazon es un servicio de entrega de paquetes de autoservicio ofrecido por el minorista en línea Amazon.  Los clientes de Amazon pueden seleccionar cualquier ubicación de Locker como su dirección de entrega y recuperar sus pedidos en esa ubicación introduciendo un código de recogida único en la pantalla táctil del Locker. Sin embargo, es posible que algunos vendedores de terceros en Amazon no puedan realizar envíos a un Locker de Amazon, debido a que utilizan otros servicios de envío como FedEx o UPS, que requieren una firma. Hay varios tamaños, pero al hacer el pedido, amazon.com informa de que algunos paquetes son demasiado grandes para ser entregados en un casillero.
El programa Amazon Locker responde a la preocupación de que los paquetes sean robados o los clientes pierdan la entrega del correo, por no estar en casa.
El programa Amazon Locker se lanzó en septiembre de 2011 en la Ciudad de Nueva York, Seattle y Londres. En junio de 2018, los Lockers estaban disponibles en más de 2.800 lugares de más de 70 ciudades.

## Operación

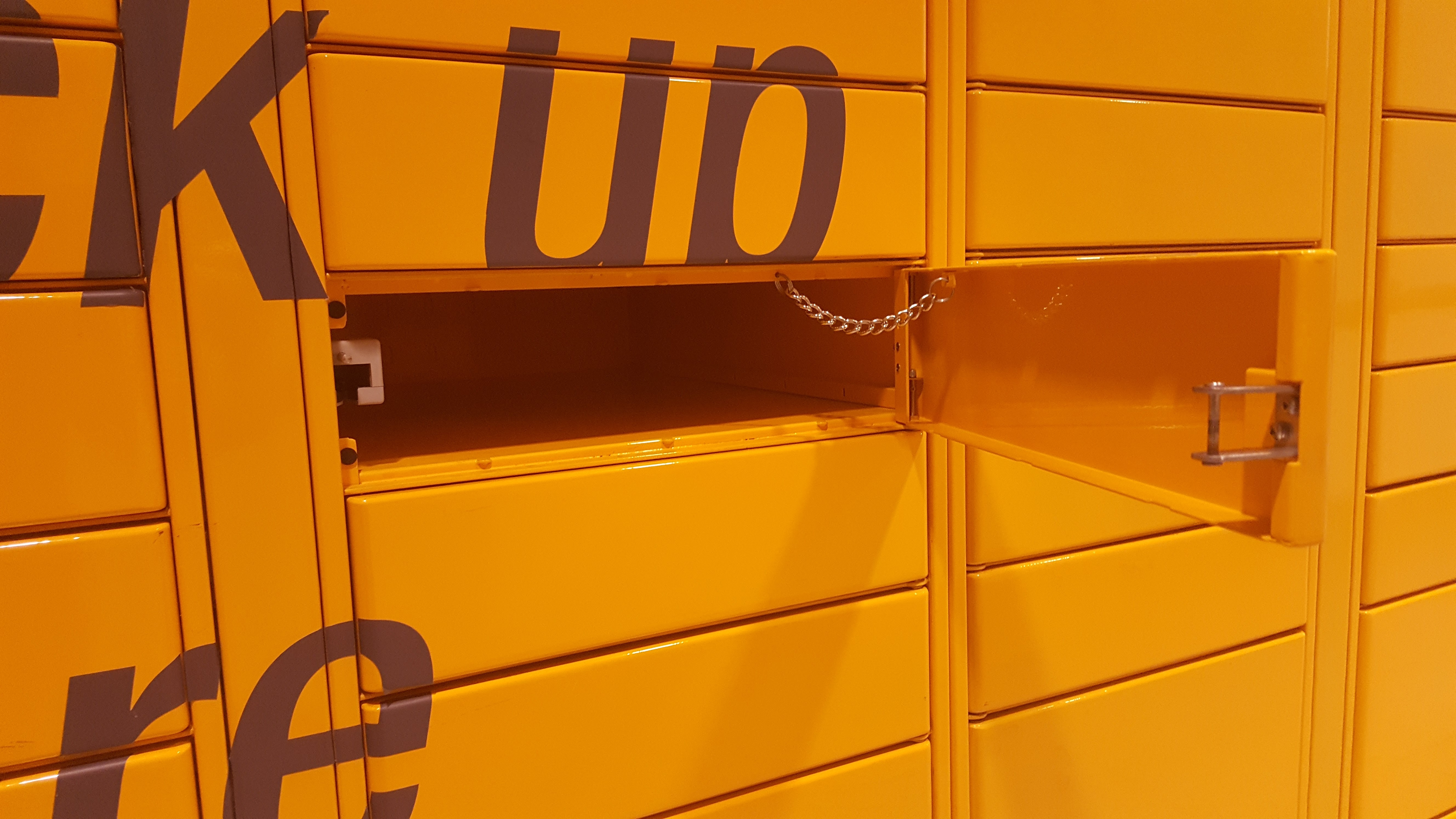
Un Amazon Locker con la puerta abierta

Todo comienza cuando el cliente pide un paquete a Amazon y pide que se lo hagan llegar a una taquilla. Los transportistas preferidos del usuario de Amazon realizan la entrega en la taquilla y el cliente recibe un código de recogida digital por correo electrónico o mensaje de texto del teléfono móvil. Una vez introducido el código único de recogida en la pantalla táctil de la taquilla, la puerta asignada se abre para recoger el paquete. 
Los clientes de Amazon tienen tres días para recoger sus paquetes una vez que reciben el código de recogida.
Los clientes de Amazon también pueden devolver los paquetes en determinadas taquillas de Amazon. En ocasiones, los armarios de Amazon pueden estar llenos y, por tanto, no estar disponibles cuando se intenta realizar una entrega. En ese caso, los clientes tendrán que esperar un tiempo indeterminado hasta que haya espacio disponible.

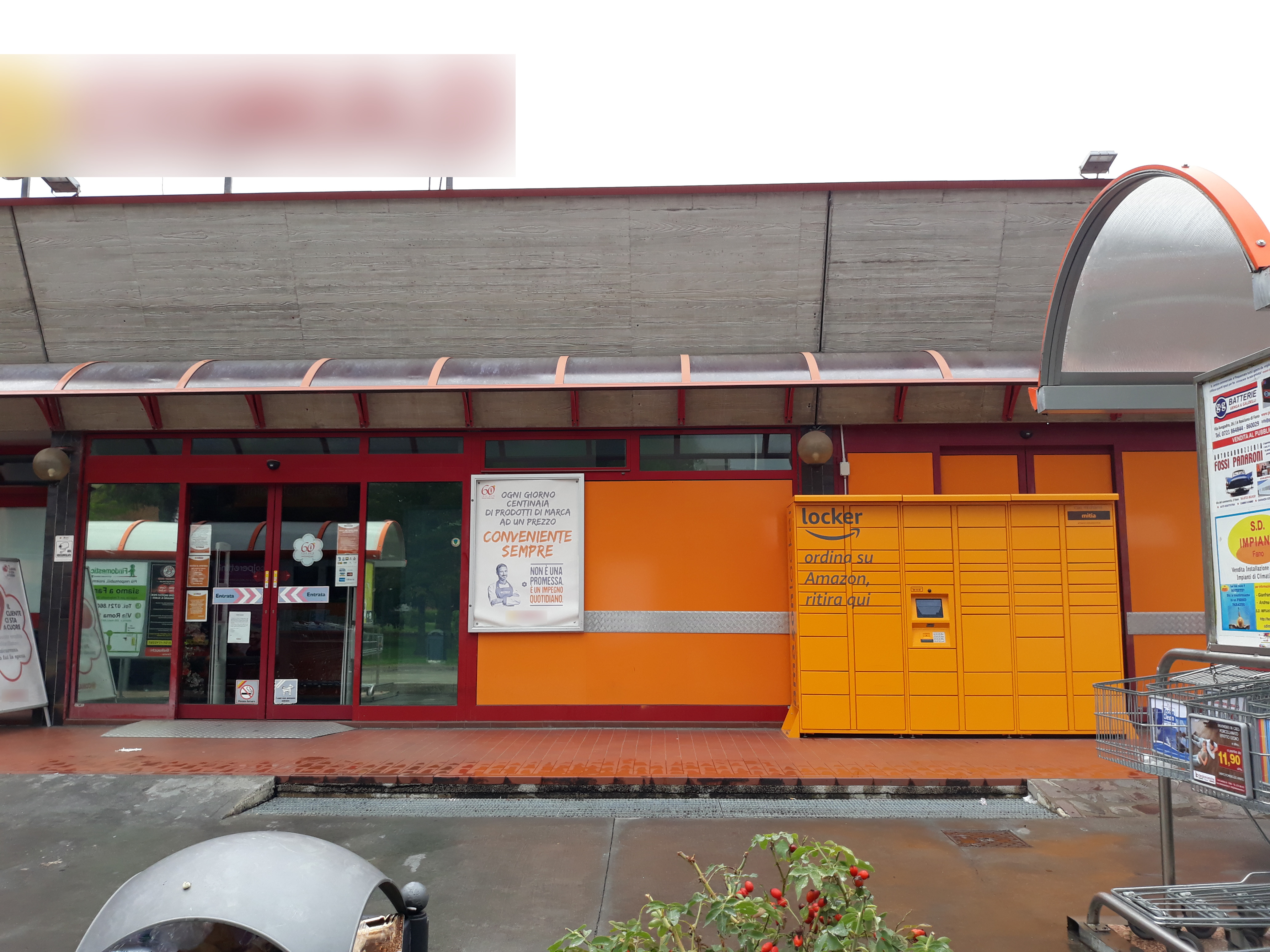
Un Amazona Locker cerca de un supermercado en Fano, Italia

## Ubicaciones de los lockers
Los socios de Amazon con tiendas minoristas como 7-Once y Spar albergan quioscos de Amazon Locker. Los minoristas reciben un estipendio de Amazon por albergar los quioscos. Staples y RadioShack se unieron al programa brevemente en 2012, pero se retiraron al año siguiente.
7-Once tiene quioscos en 186 ubicaciones en los EE. UU. a partir de 2015.
En el Reino Unido, Amazon tiene una sociedad con Co-op Food y Morrisons. Hay Lockers localizados dentro de algunos Co-op y tiendas Morrison. Desde 2012, las bibliotecas de West Sussex también cuentan con Lockers. Los grandes centros comerciales suelen tener Amazon Lockers, por ejemplo hay dos en One New Change en Londres y uno en Stratford Centre. El mayor Amazon Locker del mundo y el más concurrido del Reino Unido se llama Ivory. Tiene 115 taquillas y está situado cerca del edificio Rootes de la Universidad de Warwick.
Amazon también ha ampliado el programa Locker en Canadá, Francia, España, Alemania e Italia.
En 2017, Amazon anunció sus planes de lanzar Amazon Locker en determinadas ubicaciones de Whole Foods Market.

## Amazon Hub

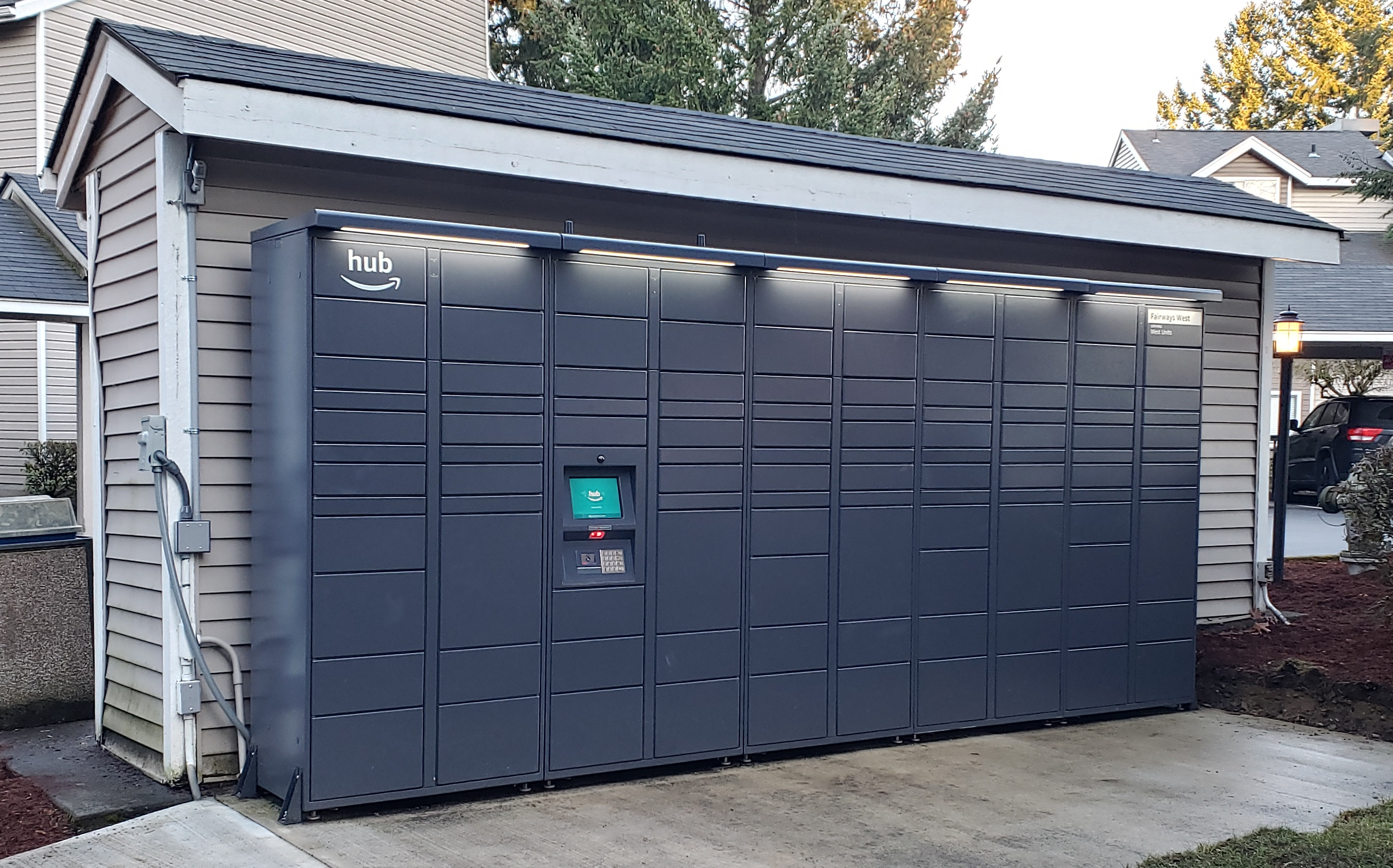
Un Amazon Hub en un complejo de apartamentos

Amazon Hub es un casillero de entrega para los vestíbulos de los apartamentos. El casillero de entrega acepta paquetes de todos los transportistas  Amazon Hub estuvo en beta desde 2017 hasta junio de 2018, cuando Amazon anunció que su programa Hub estaría disponible para todas las empresas de administración de fincas urbanas en todo Estados Unidos. En la actualidad también se ofrece en España.
A partir de 2020, Amazon utiliza "Amazon Hub Locker+" para referirse a una versión con personal de Amazon Lockers, que permitía a los clientes recoger paquetes grandes, y a los clientes devolver artículos sin caja.